# Reinhard Hauke
Reinhard Hauke (Weimar, 6 de novembro de 1953) é bispo-auxiliar na Diocese de Erfurt.

## Vida
Como o filho mais novo de pessoas expulsas de Silésia - seu pai veio de Katowice na Alta Silésia, a mãe de Liebenau, na Baixa Silésia -  cresceu Reinhard Hauke em Weimar, e colocou lá na Escola Secundária estendido seu Abitur partir. Em um curso de igreja ele aprendeu no Norbertinum em Magdeburg ainda latino e grego antigo e estudou em teologia e filosofia católica de Erfurt . Em 30 de junho de 1979, recebeu o sacramento através do bispo Hugo Aufderbecka ordenação . Em 1987, iniciou seus estudos de doutorado em ciência litúrgica , formando-se em 1992 pela Universidade de Passau com uma dissertação intitulada The Praising Memoria: a dimensão ecumênica da anamnesia crística na forma de Doxological .
Após sua ordenação, Hauke trabalhou inicialmente como capelão em Jena e Heiligenstadt . Em 1987, ele chegou a Erfurt como Prefeito no seminário e Domvikar . Em 1992, Reinhard Hauke também foi um pastor na Catedral de St. Erfurt de St. Mary e professor na Edith-Stein School . Em 1994, Reinhard Hauke tornou-se capitão da catedral do capítulo da catedral, St. Marien zu Erfurt. Em setembro de 2005, suas responsabilidades como um sacerdote pomposo foram estendidas à paróquia de St. Severi no Domberg e St. Martini no subúrbio de Brühl.
Desde 1987, Reinhard Hauke foi um pastor surdo e, de 1989 a 2004, diretor de rádio da diocese de Erfurt no MDR .
notoriedade nacional para a sua nomeação episcopal se tornou Hauke por vários projectos pastorais e litúrgicas, os chamados abençoando celebrações , que também são abertos a pessoas que não pertencem à igreja cristã, como a celebração da vida voltando para as crianças não batizadas (uma oferta alternativa para a iniciação de jovens ), o serviço bênção sobre Dia dos Namorados para Pessoas ligadas pela parceria, a comemoração mensal da morte na Catedral de Erfurt e os muitos anos de "Oração de Natal" por não-denominacionais no mesmo lugar.
Papa Bento XVI nomeou-o em 11 de outubro de 2005, Bispo Titular de Flumenepiscense e Bispo Auxiliar na Diocese de Erfurt. A ordenação episcopal recebeu seu Erfurt Bispo diocesano Joachim Wanke em 26 de Novembro de 2005, de Santa Maria Catedral de Erfurt, co-consecrators foram o arcebispo de Colônia, Joachim Cardeal Meisner, e o bispo auxiliar emérito de Erfurt Hans-Reinhard Koch, Após sua consagração do Bispo Auxiliar de Erfurt chamado Cosme e serviço da igreja Damian, que é um serviço de bênção para os doentes e os seus ajudantes e também particularmente destinado a não-cristãos, para dar conforto e encorajamento desenvolvido.
Hauke é membro da Comissão para a Igreja Internacional e seu Sub-Comissão para a América Latina (esp. ADVENIAT) ea Comissão de Juventude das Conferência Episcopal Alemã .
Na sessão plenária de outono de 2009, a Conferência Episcopal alemã nomeou o bispo auxiliar Hauke para ser o representante dos ministros pastorais das pessoas deslocadas e reassentadas.
O capítulo da catedral de Erfurt escolheu Hauke em 2 de outubro de 2012 como administrador diocesano da diocese de Erfurt, depois do Papa Bento XVI. no dia anterior ao pedido de demissão do bispo Joachim Wanke. O cargo que desempenhou até a inauguração do novo bispo diocesano Ulrich Neymeyr em 22 de novembro de 2014.
A partir de 18 de junho de 2016, o bispo Ulrich Neymeyr nomeou Hauke, o prefeito da catedral do capítulo da catedral na catedral de Erfurt.

## Escudo e divisa do bispo
O brasão domina o ornamento de sino do grande sino da catedral Gloriosa, ou seja, uma representação de Maria com a criança. Maria é a padroeira da Catedral de Erfurt. À direita e à esquerda acima da estátua de Maria são os braços da cidade de Erfurt e Weimar, onde Hauke nasceu em 1953. O chapéu de cruz e prelado acima do escudo mostra o brasão de armas como o de um homem da igreja. O fato de que este é um bispo é mostrado pela cor verde do chapéu e as seis borlas penduradas no chapéu em ambos os lados. O brasão de um arcebispo teria dez, o de um cardeal 15 borlas de cada lado.
O lema é: Deus pacis sanctificet vos ("O Deus da paz santifica você") de 1 Tessalonicenses ( 1 Tess 5:23  UE ).

## Links da Web
- Literatura de e sobre Reinhard Hauke (em alemão) no catálogo da Biblioteca Nacional da Alemanha
- Ein Interview mit Reinhard Hauke
- Cheney, David M. «bishop» (em inglês). Catholic-Hierarchy.org
- Das Bischofswappen des Erfurter Weihbischofs